# Richard Egan
Richard Egan (San Francisco, 29 de julho de 1921 — Los Angeles, 20 de julho de 1987) foi um ator norte-americano. Em alguns filmes, foi creditado como Richard Eagan.

## Biografia
Durante a 2ª Guerra Mundial, Egan serviu o exército dos EUA como instrutor de judô. Graduado na Universidade de San Francisco e na Universidade Stanford, lecionou na Northwestern University (em Evanston, Illinois). Também estudou teatro, e em 1949 atuou no filme The Story of Molly X.
Esse trabalho o levou a assinar contrato com a 20th Century Fox, onde se tornou um respeitado profissional.
Em 1956, atuou em Love Me Tender, primeiro filme de Elvis Presley, como seu irmão mais velho, e em 1959 foi o antagonista de A Summer Place, com Dorothy McGuire. No ano seguinte, atuou com Jane Wyman e Hayley Mills Pollyanna. Depois vieram Esther and the King, com Joan Collins, The 300 Spartans (1962), The Big Cube (1969) e Moonfire (1970).
Na década de 1960, dedicou-se às telesséries da NBC, principalmente dos gêneros faroeste e drama. Seu personagem na série Empire (1962—1963) fazia tanto sucesso que a partir da segunda temporada ela passou a se chamar Redigo — nome do personagem.
Com o fim das séries, fez participações especiais em alguns prgramas e telefilmes. Em 1982, fez seu último seriado — Capitol.
Richard Egan morreu de câncer de próstata, 9 dias antes de completar 66 anos. Foi enterrado no Cemitério Holy Cross, em Los Angeles.
Egan é lembrado entre os atores por ter ajudado muitos jovens no início da carreira — entre eles, Ryan O'Neal, ex-pugilista, que conheceu Egan na academia em que treinavam juntos. Egan atuava em Empire e o convidou para um pequeno papel em quatro episódios.
Por causa de sua voz marcante, Egan foi convidado por Rod Serling para ser o narrador da série The Twilight Zone, mas foi impedido por cláusulas contratuais. Serling não convidou mais ninguém, e tratou ele mesmo de narrar os episódios.

## Filmografia selecionada
- The Damned Don't Cry (1950)
- Kansas Raiders (1950)
- Bright Victory (1951)
- One Minute to Zero (1952)
- The Devil Makes Three (1952)
- Blackbeard the Pirate (1952)
- Split Second (1953)
- Gog (1954)
- Demetrius and the Gladiators (1954)
- Violent Saturday (1955)
- Untamed (1955)
- The View from Pompey's Head (1955)
- The Revolt of Mamie Stover (1956)
- Love Me Tender (1956) - Vance Reno
- The Hunters (1958)
- These Thousand Hills (1959)
- A Summer Place (1959)
- Pollyanna (1960) - Doutor Edmond Chilton
- Esther and the King (1960)
- The 300 Spartans (1962)
- The Big Cube (1969)
- Moonfire (1970)